# Batilly-en-Puisaye
Batilly-en-Puisaye ist eine französische Gemeinde mit 106 Einwohnern (Stand: 1. Januar 2022) im Département Loiret in der Region Centre-Val de Loire. Sie gehört zum Arrondissement Montargis und zum Kanton Gien. Die Einwohner werden Batillois genannt.

## Geografie
Die Gemeinde Batilly-en-Puisaye liegt an der Grenze zum Département Yonne, 49 Kilometer südlich von Montargis. Nachbargemeinden von Batilly-en-Puisaye sind Dammarie-en-Puisaye im Nordwesten und Norden, Champoulet im Nordosten, Lavau im Nordosten und Osten, Faverelles im Osten und Südosten, Thou im Süden sowie Bonny-sur-Loire im Südwesten und Westen.

## Bevölkerungsentwicklung
| Jahr                       | 1962 | 1968 | 1975 | 1982 | 1990 | 1999 | 2006 | 2014 | 2022 |
| Einwohner                  | 185  | 164  | 123  | 122  | 95   | 110  | 107  | 113  | 106  |
| Quellen: Cassini und INSEE |      |      |      |      |      |      |      |      |      |

## Sehenswürdigkeiten
- Kirche Saint-Louis aus dem 13. Jahrhundert

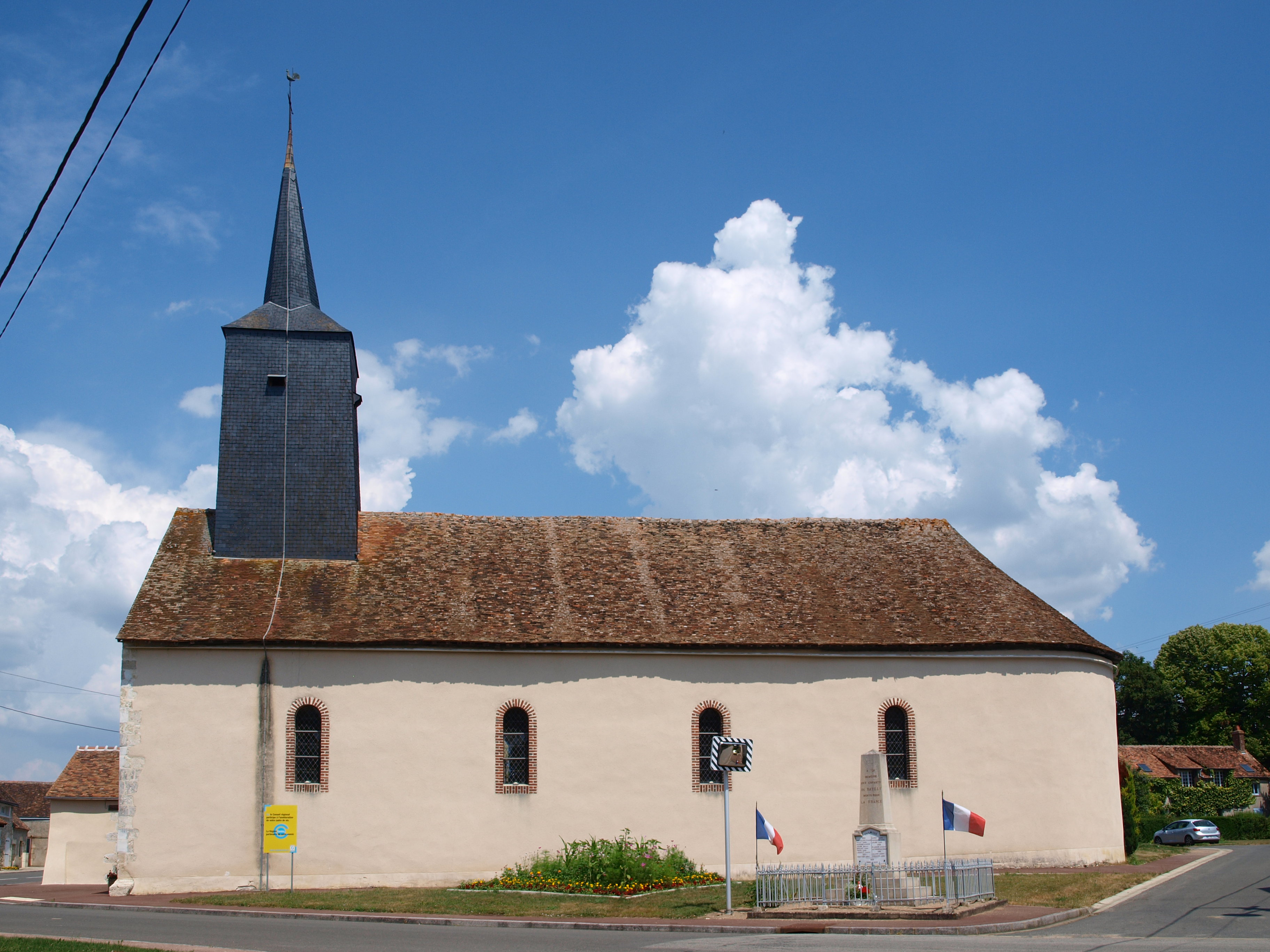
Kirche Saint-Louis